# Christowci (obwód Wielkie Tyrnowo)
Christowci (bułg. Христовци) – wieś w Bułgarii, w obwodzie Wielkie Tyrnowo, w gminie Elena. W 2024 roku liczyła 5 mieszkańców.